# Lino Pérez Muñoz
Lino Pérez Muñoz (Güinía de Miranda, Las Villas, Cuba, 23 de septiembre de 1832 - Trinidad, Las Villas, Cuba, 30 de octubre de 1906) fue un militar y político cubano. General de tres guerras.

## Orígenes y Guerra de los Diez Años
,jhbvgjguyhbiyui
n el poblado de Güinía de Miranda, en Las Villas, Cuba, el 23 de septiembre de 1832.
El 10 de octubre de 1868, estalló la Guerra de los Diez Años (1868-1878), primera guerra por la independencia de Cuba. Los independentistas de Las Villas se levantaron en armas, en febrero de 1869, durante el llamado Alzamiento de las Villas.
Lino Pérez fue uno de los villareños alzado por aquellos días. Alzado al frente de unos 100 hombres, se unió, en las inmediaciones de Trinidad, a las tropas del General cubano Federico Fernández Cavada. En pocos meses, había alcanzado los grados de Comandante.
En 1870, fue designado segundo jefe de la “Brigada de Trinidad”, con los grados de Teniente Coronel. En marzo de 1871, marchó junto al General Francisco Villamil, a la Provincia de Camagüey. En noviembre de ese mismo año, regresó a Trinidad, quedando subordinado al Brigadier José Manuel Peña.
En 1872, fue nombrado Jefe de Escolta del Gobierno de la República de Cuba en Armas, en la Provincia de Oriente. Tiempo después, fue subordinado al Mayor general Ignacio Agramonte. Tras la muerte de éste, en mayo de 1873, quedó subordinado al Mayor general Máximo Gómez. Fue ascendido a Coronel en junio de ese año.
A las órdenes de Gómez, tomó parte en muchas de sus batallas más famosas de esa guerra: Palo Seco, La Sacra, Naranjo-Mojacasabe y Las Guásimas, entre fines de 1873 e inicios de 1874.
Posteriormente, marchó junto a Gómez, en 1875, en la Invasión a Las Villas. En 1876, subordinado al Mayor general Carlos Roloff, el Coronel Lino Pérez fue herido de gravedad, en la Batalla de Nuevas de Jobosí.

## Guerra Chiquita y Tregua Fecunda
La guerra terminó en 1878, meses después del Pacto del Zanjón. Sin embargo, muchos cubanos no se conformaron con dicho pacto y conspiraron para reiniciar la guerra. Esto, eventualmente ocurrió, durante la Guerra Chiquita (1879-1880), segunda guerra por la independencia de Cuba.
En dicha guerra, Lino se levantó en armas, al frente de unos 30 hombres, en su pueblo natal. Sin embargo, esta guerra también resultó un fracaso para los cubanos, por falta de unidad. La guerra fue cesando, paulatinamente, a lo largo del año 1880. El Coronel Lino Pérez también capituló ese año.
De todas formas, continuó conspirando por la independencia de Cuba durante la Tregua Fecunda (1880-1895). En dicho contexto, participó en la conspiración fallida llamada Paz del Manganeso, en 1890.
En la medida que iba avanzando la década de 1890, los cubanos independentistas fueron, poco a poco, aglutinándose en el Partido Revolucionario Cubano, liderado por José Martí.

## Guerra Necesaria
El 24 de febrero de 1895, estalló la Guerra Necesaria (1895-1898), tercera guerra por la independencia de Cuba. El Coronel Lino Pérez fue el encargado de organizar el alzamiento en la región de Trinidad, Las Villas. Sublevado en julio de 1895, fue designado Jefe de la “Brigada de Trinidad”, con grados de Brigadier, en agosto de ese año.
Enfermo, en enero de 1896, fue sustituido en el cargo y nombrado Delegado de Hacienda en su provincia natal. Sin embargo, dicho cargo empeoró su estado de salud. En noviembre de 1897, fue capturado por tropas enemigas. Sin embargo, debido a la implantación de la autonomía en Cuba en esos meses, fue amnistiado, poco tiempo después.
Ya en libertad y recuperada su salud, retornó al Ejército Mambí, en abril de 1898. Meses después, tomó parte en los combates de ”El Jíbaro” y “Arroyo Blanco”, comandados por el General de División José Miguel Gómez. En agosto de ese mismo año, al concluir la guerra, el Brigadier Lino Pérez se licenció del ejército.

## Últimos años y muerte
Una vez terminada la guerra, se impuso la Primera ocupación estadounidense en Cuba (1898-1902). Tras esto, se estableció la República, en la cual, el Brigadier Lino Pérez fungió como alcaide de la cárcel de Trinidad.
Sin embargo, al poco tiempo, fue destituido de su cargo por el presidente cubano Tomás Estrada Palma (1902-1906). Dicha decisión se debió a conflictos políticos. Tras la indeseada reelección de Estrada Palma, estalló la Guerrita de Agosto (1906), a la cual, se sumó el Brigadier Lino Pérez.
Lino Pérez Muñoz falleció, por causas naturales, el 30 de octubre de 1906, en Trinidad, a los 74 años de edad.